# Wilfried Kanga
Aka Wilfried Kanga (Montreuil, 21 febbraio 1998) è un calciatore ivoriano con cittadinanza francese, attaccante della Dinamo Zagabria in prestito dall'Hertha Berlino.

## Caratteristiche tecniche
In campo gioca nel ruolo di ala.

## Carriera

### Club
È cresciuto nelle giovanili del Paris Saint-Germain.

### Nazionale
Kanga è nato in Francia ed è discendente di una famiglia ivoriana. Nel marzo del 2016 è stato convocato nella nazionale Under-20 della Costa d'Avorio nella partita vinta per 3-2 contro il Qatar; successivamente ha giocato anche nella nazionale Under-20 francese.
A livello di nazionale maggiore ha scelto di rappresentare quest'ultimo Paese, giocando 2 partite nel 2022.